# Patrick Mayo
Patrick Mzolisi Mayo (ur. 15 maja 1973 w Port Elizabeth) – południowoafrykański piłkarz grający na pozycji pomocnika lub napastnika.

## Kariera klubowa
Karierę piłkarską Mayo rozpoczął w klubie Bush Bucks FC z miasta Umtata. W 1997 roku zadebiutował w jego barwach w rozgrywkach Premier Soccer League i od czasu debiutu był podstawowym zawodnikiem drużyny. Przez 3 lata należał do najlepszych strzelców Bucks i zdobył dla tego klubu 40 goli.
W 2000 roku Mayo został zawodnikiem zespołu Supersport United FC z Pretorii. W latach 2002 i 2003 dwukrotnie z rzędu wywalczył z nim wicemistrzostwo kraju. Latem 2003 odszedł do Kaizer Chiefs FC z Johannesburga. W 2004 i 2005 roku dwukrotnie sięgnął po swoje pierwsze w karierze tytuły mistrzowskie. W 2007 roku przeszedł z Kaizer Chiefs do Thandy Royal Zulu, a po roku gry w tym klubie trafił do Bay United FC. W 2009 roku spadł z nim z Premier League do Mvela League. W 2011 roku zakończył w nim swoją karierę.
| Sezon   | Klub                 | Kraj              | Rozgrywki      | Mecze | Bramki |
| ------- | -------------------- | ----------------- | -------------- | ----- | ------ |
| 1997/98 | Bush Bucks FC        | Południowa Afryka | Premier League | 30    | 10     |
| 1998/99 | Bush Bucks FC        | Południowa Afryka | Premier League | 32    | 14     |
| 1999/00 | Bush Bucks FC        | Południowa Afryka | Premier League | 38    | 16     |
| 2000/01 | Supersport United FC | Południowa Afryka | Premier League | 16    | 7      |
| 2001/02 | Supersport United FC | Południowa Afryka | Premier League | 32    | 13     |
| 2002/03 | Supersport United FC | Południowa Afryka | Premier League | 19    | 4      |
| 2003/04 | Kaizer Chiefs FC     | Południowa Afryka | Premier League | 21    | 3      |
| 2004/05 | Kaizer Chiefs FC     | Południowa Afryka | Premier League | 9     | 0      |
| 2005/06 | Kaizer Chiefs FC     | Południowa Afryka | Premier League | 16    | 2      |
| 2006/07 | Kaizer Chiefs FC     | Południowa Afryka | Premier League | 24    | 1      |
| 2007/08 | Thanda Royal Zulu FC | Południowa Afryka | Premier League | 24    | 1      |
| 2008/09 | Bay United FC        | Południowa Afryka | Premier League | 22    | 1      |
| 2009/10 | Bay United FC        | Południowa Afryka | Mvela League   | ?     | ?      |
| 2010/11 | Bay United FC        | Południowa Afryka | Mvela League   | ?     | ?      |

## Kariera reprezentacyjna
W reprezentacji Republiki Południowej Afryki Mayo zadebiutował 29 kwietnia 2000 roku w wygranym 3:0 meczu COSAFA Cup 2000 z Mauritiusem i w debiucie zdobył gola. W 2004 roku był w kadrze RPA na Puchar Narodów Afryki 2004. Na tym turnieju rozegrał 3 spotkania: z Beninem (2:0), Nigerią (0:4) i z Marokiem (1:1 i gol w 29. minucie). W kadrze narodowej od 2000 do 2006 roku wystąpił łącznie 18 razy i strzelił w niej 6 goli.